# Ньянгані
Ньянгані (шона Gomo reNyangani, англ. Mount Nyangani) — гора в Африці, висотою 2592 метри. Розташована у провінції Манікаленд в Зімбабве.

## Географія
Гора Ньянгані є найвищою точкою Зімбабве. Розташована на території району Ньянга провінції Манікаленд, на крайньому сході країни, у високогірних районах Східного Нагір'я, приблизно за 80 км на північ — північний схід від міста Мутаре, в зоні національного парку «Ньянга».
На схилах гори знаходяться витоки кількох річок Південної Африки, в тому числі Пунгве та Одзі.

## Геологія
Гора складається з долеритових та пісковикових гірських порід. Більш твердіші долеритові породи утворюють скелі та гірські хребти. Долеритові відкладення, що лежать в основі гори, ймовірно є частиною «Умкондо групи». Вік цих відкладень був датований в 1099±9 млн. років.